# Catoira
Catoira là một đô thị trong tỉnh Pontevedra, Galicia, Tây Ban Nha.